# Lycaeides cuneata
Lycaeides cuneata är en fjärilsart som beskrevs av Pamela C. Rasmussen 1944. Lycaeides cuneata ingår i släktet Lycaeides och familjen juvelvingar. Inga underarter finns listade i Catalogue of Life.